# 南タンゲラン
南タンゲラン（インドネシア語: Kota Tangerang Selatan）はインドネシアのバンテン州の都市である。ジャカルタ都市圏（ジャボデタベック）の一部を構成する。2008年10月29日にタンゲラン県より分離して成立した。
2014年の調査によると、人口は143万6187人、面積は147.19 km²である。

## 下位行政区画
1. Serpong
2. Serpong Utara
3. Ciputat
4. Ciputat Timur
5. Pondok Aren
6. Pamulang
7. Setu

## 地理
北はタンゲラン、西はタンゲラン県、東はジャカルタ、南は西ジャワ州（ボゴール県、デポック）に隣接する。